# Aneuclis anterior
Aneuclis anterior är en stekelart som beskrevs av Horstmann 1971. Aneuclis anterior ingår i släktet Aneuclis och familjen brokparasitsteklar. Inga underarter finns listade i Catalogue of Life.